# NGC 5877
NGC 5877 – gwiazda potrójna znajdująca się w gwiazdozbiorze Wagi. Skatalogował ją Johann Friedrich Julius Schmidt 24 maja 1867 roku, opisując ją jako niewielką mgławicę z dołączoną od strony północnej gwiazdą.